# Mistrzostwa Ameryki Środkowej i Karaibów w Lekkoatletyce 1973
4. Mistrzostwa Ameryki Środkowej i Karaibów w Lekkoatletyce – zawody sportowe, które odbyły się w 1973 roku w Maracaibo (Wenezuela).

## Rezultaty

### Mężczyźni
| Konkurencja                   |                    | Wynik     |                   | Wynik     |                    | Wynik     |
| ----------------------------- | ------------------ | --------- | ----------------- | --------- | ------------------ | --------- |
| 100 m                         | Don Quarrie        | 10,2      | José Triana       | 10,2      | Carl Lawson        | 10,2      |
| 200 m                         | Don Quarrie        | 20,1w     | Silvio Leonard    | 20,3w     | Pablo Bandomo      | 20,4w     |
| 400 m                         | Alberto Juantorena | 46,4      | Pedro Ferrer      | 46,6      | Víctor Patínez     | 47,2      |
| 800 m                         | Leandro Civil      | 1:49,8    | Luis Medina       | 1:49,8    | Leotulfo Jiménez   | 1:50,7    |
| 1500 m                        | Antonio Colón      | 3:45,9    | Jesús Barrero     | 3:47,2    | Carlos Báez        | 3:47,6    |
| 5000 m                        | Víctor Mora        | 14:04,2   | Mario Pérez       | 14:06,8   | Rafael Palomares   | 14:19,6   |
| 10 000 m                      | Víctor Mora        | 29:56,4   | Pedro Miranda     | 29:56,6   | Luis Haro          | 29:58,2   |
| Półmaraton                    | Mario Cuevas       | 1:05:07   | Martín Pabón      | 1:05:56   | Santiago Barón     | 1:06:10   |
| 3000 m z przeszkodami         | Antonio Villanueva | 8:49,4    | Rigoberto Mendoza | 8:52,6    | Víctor Mora        | 8:58,2    |
| 110 m ppł                     | Juan Morales       | 13,7w     | Guillermo Núñez   | 13,8w     | Enrique Rendón     | 14,4w     |
| 400 m ppł                     | Julio Ferrer       | 51,9      | Fabio Zúñiga      | 52,0      | Juan García        | 53,1      |
| Skok wzwyż                    | Richard Spencer    | 2,06      | Amado Olaguiber   | 2,03      | Pedro Yequez       | 2,03      |
| Skok o tyczce                 | Jorge Palacios     | 4,85      | Roberto Moré      | 4,85      | Ciro Valdés        | 4,60      |
| Skok w dal                    | Milán Matos        | 7,68      | Efraín Malberty   | 7,34      | Wilfredo Maisonave | 7,28      |
| Trójskok                      | Juvenal Pérez      | 15,79     | Gerry Swan        | 15,57     | Edgar Moreno       | 15,56     |
| Pchnięcie kulą                | José Carreño       | 15,94     | Benigno Hodelín   | 15,78     | Silván Hemming     | 15,72     |
| Rzut dyskiem                  | Julián Morrison    | 57,58     | Javier Moreno     | 53,86     | Ignacio Reinosa    | 49,12     |
| Rzut młotem                   | Víctor Suárez      | 62,50     | William Silén     | 59,08     | Pedro Garbey       | 59,08     |
| Rzut oszczepem                | Raúl Fernández     | 74,90     | Amado Morales     | 70,94     | Héctor Vinent      | 70,24     |
| Dziesięciobój lekkoatletyczny | Jesús Mirabal      | 7315 pkt. | Rigoberto Salazar | 7035 pkt. | Celso Aragón       | 6841 pkt. |
| Sztafeta 4 x 100 m            | Jamajka            | 39,9      | Kuba              | 40,2      | Trynidad i Tobago  | 41,1      |
| Sztafeta 4 x 400 m            | Jamajka            | 3:09,4    | Kuba              | 3:10,1    | Wenezuela          | 3:10,4    |

### Kobiety
| Konkurencja               |                   | Wynik  |                    | Wynik  |                     | Wynik  |
| ------------------------- | ----------------- | ------ | ------------------ | ------ | ------------------- | ------ |
| 100 m                     | Silvia Chivás     | 11,4   | Carmen Valdés      | 11,6   | Laura Pierre        | 11,9   |
| 200 m                     | Silvia Chivás     | 23,5w  | Asunción Acosta    | 23,9w  | Ruth Williams       | 23,9w  |
| 400 m                     | Aurelia Pentón    | 53,5   | Asunción Acosta    | 53,7   | Lorna Forde         | 54,9   |
| 800 m                     | Charlotte Bradley | 2:05,8 | Zeneida de la Cruz | 2:06,9 | Enriqueta Nava      | 2:07,7 |
| 1500 m                    | Enriqueta Nava    | 4:26,3 | Charlotte Bradley  | 4:35,1 | Melquises Fonseca   | 4:37,3 |
| 100 m ppł                 | Marlene Elejalde  | 13,9   | Andrea Bruce       | 14,1   | Mercedes Román      | 14,4   |
| 200 m ppł                 | Marlene Elejalde  | 28,0w  | Raquel Martínez    | 29,1w  | Alix Castillo       | 30,7w  |
| Skok wzwyż                | Andrea Bruce      | 1,71   | Marima Rodríguez   | 1,69   | Angela Carbonell    | 1,67   |
| Skok w dal                | Marcia Garbey     | 6,04   | Ana Alexander      | 6,02   | Ana Maquilón        | 5,46   |
| Pchnięcie kulą            | Hilda Ramírez     | 14,28  | Celeste Kindelán   | 14,02  | Patricia Andrus     | 12,88  |
| Rzut dyskiem              | Carmen Romero     | 52,46  | María Betancourt   | 47,92  | Patricia Andrus     | 34,02  |
| Rzut oszczepem            | Tomasa Núñez      | 51,62  | Milagros Bayard    | 47,04  | Gladys González     | 45,52  |
| Pięciobój lekkoatletyczny | Lucía Duquet      | 3708   | Mercedes Román     | 3729   | Angela Carbonell    | 3629   |
| Sztafeta 4 x 100 m        | Kuba              | 45,9   | Jamajka            | 48,4   | Antyle Holenderskie | 48,6   |
| Sztafeta 4 x 400 m        | Kuba              | 3:42,1 | Barbados           | 3:51,1 | Meksyk              | 3:56,9 |

## Tabela medalowa
| Poz. | Państwo             |    |    |    | Łącznie |
| ---- | ------------------- | -- | -- | -- | ------- |
| 1    | Kuba                | 23 | 22 | 8  | 53      |
| 2    | Jamajka             | 5  | 2  | 2  | 9       |
| 3    | Meksyk              | 4  | 4  | 5  | 13      |
| 4    | Kolumbia            | 2  | 3  | 5  | 10      |
| 5    | Portoryko           | 2  | 3  | 3  | 8       |
| 6    | Wenezuela           | 1  | 0  | 10 | 11      |
| 7    | Barbados            | 0  | 1  | 1  | 2       |
| 8    | Bermudy             | 0  | 1  | 0  | 1       |
| 8    | Dominikana          | 0  | 1  | 0  | 1       |
| 10   | Trynidad i Tobago   | 0  | 0  | 2  | 2       |
| 11   | Antyle Holenderskie | 0  | 0  | 1  | 1       |